# Треву
Треву́ (фр. Trévoux) — небольшой город и коммуна во Франции, находится в регионе Рона — Альпы. Департамент коммуны — Эн. Центр кантона Треву. Округ коммуны — Бурк-ан-Брес.
Код INSEE коммуны — 01427.
Коммуна расположена приблизительно в 380 км к юго-востоку от Парижа, в 21 км севернее Лиона, в 50 км к юго-западу от Бурк-ан-Бреса.
В 1400 году город стал столицей княжества Домб.

## Население
Население коммуны на 2008 год составляло 6768 человек.
| 1962 | 1968 | 1975 | 1982 | 1990 | 1999 | 2008 |
| ---- | ---- | ---- | ---- | ---- | ---- | ---- |
| 3594 | 4231 | 4583 | 4982 | 6092 | 6392 | 6768 |

## Администрация
| Период | Период | Фамилия        | Партия                                                                     | Профессия |
| ------ | ------ | -------------- | -------------------------------------------------------------------------- | --------- |
| 1937   | 1941   | Густав Клаве   | Французская секция Рабочего интернационала                                 |           |
| 1941   | 1944   | Эмиль Дюбуа    | Народно-республиканское движение                                           |           |
| 1944   | 1947   | Густав Клаве   | Французская секция Рабочего интернационала                                 |           |
| 1947   | 1971   | Эмиль Дюбуа    | Народно-республиканское движение                                           |           |
| 1971   | 1989   | Мишель Виттори | Союз демократов в поддержку республики→ Объединение в поддержку республики |           |
| 1989   |        | Мишель Реймон  | Социалистическая партия                                                    |           |

## Экономика
С конца XIX века и до 1950-х годов Треву был центром производства искусственных алмазов.
В 2007 году среди 4497 человек в трудоспособном возрасте (15—64 лет) 3371 были экономически активными, 1126 — неактивными (показатель активности — 75,0 %, в 1999 году было 72,2 %). Из 3371 активных работали 3009 человек (1627 мужчин и 1382 женщины), безработных было 362 (176 мужчин и 186 женщин). Среди 1126 неактивных 367 человек были учениками или студентами, 307 — пенсионерами, 452 были неактивными по другим причинам.

## Достопримечательности
- Замок Треву[фр.][4]. Памятник культурного наследия[5]
- Замок Корсель. Исторический памятник с 1996 года[6]
- Замок Фетан. Исторический памятник с 1973 года[7]
- Особняк правителей княжества Домб. Исторический памятник с 1933 года[8]
- Дом Анжиньёр. Исторический памятник с 1933 года[9]
- Дом Герье. Исторический памятник с 1933 года[10]
- Дом лордов Вийар. Исторический памятник с 1991 года[11]
- Церковь Сен-Симфорьен в неороманском стиле. Построена в 1899-1905 годах на месте старой церкви. Она не имеет колокольни, колокола расположены в отдельно стоящем деревянном храме. Памятник культурного наследия[12]

## Фотогалерея
- Замок Треву и остатки башни
- Замок Фетан
- Дом Герье
- Особняк правителей княжества Домб
- Дом лордов Вийар
- Церковь Сен-Симфорьен